# Hans Streuli
Hans Streuli (13 juli 1892 - 23 mei 1970) was een Zwitsers politicus.
Streuli was heimatberechtigt in Wädenswil en Richterswil (kanton Zürich) en hij was lid van de Vrijzinnig Democratische Partij. Streuli was lid van de Regeringsraad van het kanton Zürich. Van 1 mei 1941 tot 30 april 1942, van 1 mei 1946 tot 30 april 1947 en van 1 mei 1951 tot 30 april 1952 was hij voorzitter van de Regeringsraad (= regeringshoofd van Zürich).
Streuli werd op 22 december 1953 in de Bondsraad gekozen. Hij bleef in de Bondsraad tot 31 december 1959. Tijdens zijn ambtstermijn beheerde hij het Departement van Financiën en Douane.
In 1956 was Streuli vicepresident en in 1957 bondspresident.